# Биличек
Биличек (пол. Byłyczek) — село в Польщі, у гміні Слівиці Тухольського повіту Куявсько-Поморського воєводства.
Населення — 136 осіб (2011).

## Демографія
Демографічна структура станом на 31 березня 2011 року:
|          | Загалом | Допрацездатний вік | Працездатний вік | Постпрацездатний вік |
| -------- | ------- | ------------------ | ---------------- | -------------------- |
| Чоловіки | 68      | 12                 | 52               | 4                    |
| Жінки    | 68      | 16                 | 42               | 10                   |
| Разом    | 136     | 28                 | 94               | 14                   |